# Andrés Caicedo
Luis Andrés Caicedo Estela (Cali, 29 de septiembre de 1951-Cali, 4 de marzo de 1977) fue un escritor colombiano. Lideró diferentes movimientos culturales en la ciudad vallecaucana como el grupo literario Los Dialogantes. Su gusto por el cine lo llevó a fundar en 1971, con otros amigos, el Cine-Club de Cali y la revista Ojo al Cine. En 1970 ganó el I Concurso Literario de Cuento de Caracas con su obra "Los dientes de Caperucita". Fue escritor, cuentista, guionista y crítico, lo que le abriría las puertas a un reconocimiento intelectual. Se suicidó a los 25 años. Su principal obra es la novela ¡Que viva la música!.

## Biografía

### Primeros años
El escritor caleño Andrés Caicedo fue el menor de cuatro hijos. En 1958 nació su hermano Francisco José, quien moriría dos años más tarde. Para esa fecha, Andrés estudiaba en el Colegio del Pilar, institución a la cual ingresó luego de su paso por el Colegio Pío XII.

### Entre las letras, el teatro y el cine
A la par de su gusto por la literatura, Andrés mostraba un interés por el teatro y el cine. En 1966 escribiría su primera obra de teatro, titulada Las curiosas conciencias; de ese mismo año data su relato "Infección". Un año más tarde dirige la obra La cantante calva, de Eugène Ionesco, y escribe los textos "El fin de las vacaciones", "Recibiendo al nuevo alumno", "El Mar", "Los imbéciles están de testigo", y "La piel del otro héroe"; con esta última obra ganaría el Primer Festival de Teatro Estudiantil de Cali. En 1969 trabaja en el Teatro Experimental de Cali (TEC) bajo la dirección de Enrique Buenaventura. En el TEC, fue actor de la obra Seis horas en la vida de Frank Kulak. 
En 1969 comenzó a hacer crítica literaria en los diarios El País, Occidente y El Pueblo. También, recibió varios premios literarios: su relato "Berenice" es premiado en el concurso de cuento de la Universidad del Valle, mientras que "Los dientes de Caperucita" ocupa el segundo puesto en el Concurso latinoamericano de Cuento, organizado por la revista venezolana Imagen. Adapta y dirige otra obra de Eugène Ionesco: Las Sillas. Escribe los relatos "Por eso yo regreso a mi ciudad", "Vacío", "Los mensajeros", "Besacalles", "De arriba abajo de izquierda a derecha", "El espectador", "Felices amistades", y "¿Lulita que no quiere abrir la puerta?"...

### El Cine-Club de Cali
En 1971 funda el Cine-Club de Cali junto con Ramiro Arbeláez, Hernando Guerrero, Carlos Mayolo y Luis Ospina. Inicialmente este operaba en una casa o comuna llamada Ciudad Solar, propiedad de Guerrero. Se trasladó luego a la sala del TEC, luego al Teatro Alameda y finalmente al Teatro San Fernando.
En 1971 adapta y dirige La noche de los asesinos, de José Triana; en ese mismo año escribe el relato "Antígona". Un año más tarde escribe los relatos "Patricialinda", "Calibanismo", "Destinitos fatales", "Angelita y Miguel Ángel", y "El atravesado". En 1972 escribe y pone en escena la obra El mar, adaptación de una obra de Harold Pinter inspirada, a su vez en Moby Dick de Herman Melville y Narración de Arthur Gordon Pym de Edgar Allan Poe. En sus archivos póstumos reposa una versión teatral de la novela La ciudad y los perros de Mario Vargas Llosa titulada Los héroes al principio.
Con su amigo Carlos Mayolo intenta llevar al cine, sin éxito, un guion de "Angelita y Miguel Ángel" en 1972. En el número cinco de la revista Ojo al cine, publica su guion para cortometraje titulado Un hombre bueno es difícil de encontrar. Los relatos "El pretendiente", "Angelita y Miguel Ángel", y "El tiempo de la ciénaga" serán publicados de manera póstuma, bajo el título Angelitos empantanados o historias para jovencitos. "El tiempo de la ciénaga" fue premiado por el concurso nacional de cuento de la Universidad Externado de Colombia.

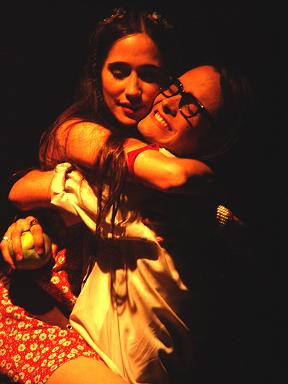
Foto de la obra Angelitos empantanados, realizada por el Teatro Matacandelas. (2003).

### El viaje a Estados Unidos
En 1973, Andrés viaja a Los Ángeles y luego a Nueva York con la ilusión de venderle a Roger Corman dos guiones de largometrajes que había escrito. Los títulos de los guiones fueron La estirpe sin nombre y La sombra sobre Innsmouth. Un tratamiento no dialogado lo denominó Los amantes de Suzie Bloom. Su hermana ayudó a traducir el primero de ellos. El segundo, lo hizo con la ayuda de amigos en Estados Unidos. Su empresa no tuvo éxito y Corman nunca llegó a tener los guiones en sus manos. “[…] es un medio muy difícil y enmarañado, y la parte que está metida en Hollywood no se anima a colaborar por miedo a la competencia […]”, escribiría a su madre en una carta, a propósito de su fracaso. En este país Andrés empezaría a escribir su única novela, ¡Que viva la música!, e inicia la redacción de un diario que pretendía convertir en novela, titulado Pronto: memorias de una Cinesífilis; además, tuvo la oportunidad de entrevistar al director de cine Sergio Leone.

### Últimos años
"Maternidad", cuento escrito en 1974, sería considerado por él mismo como su mejor obra. En ese mismo año aparece el primer número de Ojo al cine, revista especializada que se convertiría en una de las más importantes de Colombia. Ojo al cine publicaría cinco números. También viaja nuevamente a los Estados Unidos, esta vez para asistir al Festival de Cine de Nueva York.
Un año después Ediciones Pirata de Calidad publica su relato "El atravesado", gracias al apoyo económico de su madre, logrando cierto éxito a nivel local.

### Suicidio
Fiel a la idea de que vivir más de 25 años era una insensatez, Andrés intentó suicidarse dos veces en 1976. Ese año aparecen los números 3, 4 y 5 de la revista Ojo al cine. Entrega a Colcultura el manuscrito final de ¡Que viva la música!, del cual alcanzaría a recibir un ejemplar editado el 4 de marzo de 1977; ese mismo día ingiere intencionalmente 60 pastillas de Secobarbital, acto que acaba con su vida.
Con el paso de los años, Andrés Caicedo se ha convertido en un escritor de culto, con amplio reconocimiento tanto nacional como internacional. Su obra ha sido reeditada en Hispanoamérica y ha sido traducida al inglés, francés, italiano, alemán, portugués y finlandés. 
Analizando su muerte, Alberto Fuguet dice:
"Caicedo es el eslabón perdido del boom. Y el enemigo número uno de Macondo. No sé hasta qué punto se suicidó o acaso fue asesinado por García Márquez y la cultura imperante en esos tiempos. Era mucho menos el rockero que los colombianos quieren, y más un intelectual. Un nerd superatormentado. Tenía desequilibrios, angustia de vivir. No estaba cómodo en la vida. Tenía problemas con mantenerse de pie. Y tenía que escribir para sobrevivir. Se mató porque vio demasiado".

## Influencia
Uno de los autores que retomaron la línea de Caicedo fueron el ibaguereño Manuel Giraldo Magil con su obra Conciertos del desconcierto y el bogotano Rafael Chaparro Madiedo, con su obra Opio en las nubes, que fue vista como una versión al extremo de varias historias caicedianas. La influencia del autor caleño continúa en nuestros días con escritores como Octavio Escobar Giraldo, en su libro De música ligera. Efraím Medina también retoma el humor negro caicediano en apartes de su novela Érase una vez el amor pero tuve que matarlo, mientras que Ricardo Abdahllah incluyó varios relatos caicedianos adaptados a los años noventa en su primer libro de cuentos, Noche de Quema. El Teatro matacandelas, por otra parte, ha presentado durante diez años la obra Angelitos Empantanados, basada en el trabajo del autor. La influencia de Caicedo recorrió otros países de América Latina e inspiró al argentino Enzo Maqueira a escribir su celebrada novela Electrónica.
Su archivo se encuentra resguardado en la Biblioteca Luis Ángel Arango del Banco de la República.

## Obra
- Mi cuerpo es una celda (2008). Bogotá: Norma.
- El libro negro (2008). Bogotá: Norma.
- El cuento de mi vida (2007). Bogotá: Norma.
- Noche sin fortuna / Antígona (2002). Bogotá: Norma.
- Ojo al cine (1999). Bogotá: Norma
- Recibiendo al nuevo alumno (1995). Cali: Editorial de la Facultad de Humanidades de la Universidad del Valle.
- Destinitos fatales (1984). Bogotá: Oveja Negra.
- Berenice / El atravesado / Maternidad / El Tiempo de la ciénaga (1978). Cali: Editorial Andes.
- El fin de las vacaciones (1967).

### Novelas
- ¡Que viva la música! (1977)
- Noche sin fortuna  (1976. Publicada en el libro Destinitos fatales, 1984. Luego ha sido editada como obra independiente).
- La estatua del soldadito de plomo (inédita) (1967)
- Angelitos Empantanados O Historia para Jovencitos" (1970)

### Cuentos
- Vacío y otros cuentos (2022)[8]
- Destinos fatales (Compilación. 1984).
- Pronto (1976)
- En las garras del crimen (1975)
- Maternidad (1974)
- El pretendiente (1972)
- El tiempo de la ciénaga (1972)
- El atravesado (1971)
- Destinitos fatales (1971)
- Calibanismo (1971)
- Patricialinda (1971)
- Antígona (1970)
- Berenice (1969)
- ¿Lulita que no quiere abrir la puerta? (1969)
- Felices amistades (1969)
- El espectador (1969)
- De arriba abajo de izquierda a derecha (1969)
- Besacalles (1969)
- Vacío (1969)
- Por eso yo regreso a mi ciudad (1969)
- El Ideal (Cuento inédito, circa 1965, se publica por primera vez en la compilación Cuentos Completos de Alfaguara, 2014)
- Los mensajeros (1969)
- Los dientes de Caperucita (1969)
- Infección (1966)
- Calicalabozo (1984)
- El silencio (1964)

### Guiones de cine y teatro
- Angelita y Miguel Ángel (guion para cortometraje, 1971. Codirigido con Carlos Mayolo. Fragmentos existentes en el documental Andrés Caicedo: unos pocos buenos amigos de Luis Ospina, 1986).
- La estirpe sin nombre (guion para largometraje, 1973).
- La sombra sobre Innsmouth (guion para largometraje, 1973).
- Un hombre bueno es difícil de encontrar (guion para cortometraje, 1975).
- Las curiosas conciencias (Teatro,  circa 1966).
- El fin de las vacaciones (Teatro, circa 1967).
- La piel del otro héroe (Teatro, circa 1967).
- Recibiendo al nuevo alumno (Teatro, circa 1967).
- Los imbéciles están de testigo (Teatro, circa 1967).
- El mar (Teatro, 1972).

Después de su muerte se han multiplicado los estudios sobre su obra, así como realizaciones audiovisuales alrededor de su figura teatral, cinematográfica y literaria. Entre los principales trabajos alrededor del universo de Andrés Caicedo se destacan:
- Andrés Caicedo: unos pocos buenos amigos (Documental. Director: Luis Ospina. Colombia, 1986).
- Calicalabozo (Documental. Director: Jorge Navas. Colombia, 1997).
- Noche sin fortuna (Documental. Directores: Álvaro Cifuentes, Francisco Forbes. Argentina, 2011).
- Todo comenzó por el fin (Documental. Director: Luis Ospina. Colombia, 2015).
- La salsa y el suicidio. Andrés Caicedo: cultura juvenil y cultura de la violencia en Colombia (Ensayo. Por: Francesco Varanini. En: Viaje literario por América Latina [1998]. Barcelona, El Acantilado, 2000, pp. 345-. 373.
- Andrés Caicedo o la muerte sin sosiego (Ensayo. Por: Sandro Romero Rey. Editorial Norma. Colombia, 2007).
- Memorias de una cinefilia (Andrés Caicedo, Carlos Mayolo, Luis Ospina). (Ensayo. Por: Sandro Romero Rey. Siglo del Hombre Editores. Colombia, 2015).